# Fiona Ganz
Fiona Ganz (* 16. September 2000) ist eine Schweizer Tennisspielerin.

## Karriere
Ganz spielt hauptsächlich bei Turnieren der ITF Women’s World Tennis Tour, wo sie bisher zwei Turniersiege im Einzel und zwei im Doppel erreichte.
Ihr erstes Profiturnier spielte sie im August 2015. Ihr Debüt auf der WTA Tour gab Ganz, als sie eine Wildcard für die Qualifikation zu den Samsung Open 2019 erhielt. Sie besiegte dort in der ersten Runde Jekaterina Jaschina mit 2:6, 7:65 und 6:0, scheiterte dann aber in der Qualifikationsrunde an Giulia Gatto-Monticone mit 2:6 und 2:6.

## Turniersiege

### Einzel
| Nr. | Datum              | Turnier | Kategorie   | Belag | Finalgegnerin    | Ergebnis       |
| --- | ------------------ | ------- | ----------- | ----- | ---------------- | -------------- |
| 1.  | 30. Juni 2018      | Verbier | ITF $15.000 | Sand  | Nina Stadler     | 3:6, 6:1, 6:4  |
| 2.  | 16. September 2023 | Dijon   | ITF W15     | Sand  | Lucie Nguyen Tan | 6:4, 63:7, 6:2 |

### Doppel
| Nr. | Datum             | Turnier             | Kategorie   | Belag     | Partnerin   | Finalgegnerin                   | Ergebnis |
| --- | ----------------- | ------------------- | ----------- | --------- | ----------- | ------------------------------- | -------- |
| 1.  | 24. November 2018 | Scharm asch-Schaich | ITF $15.000 | Hartplatz | Jenny Dürst | Weronika Falkowska Daria Kuczer | kampflos |
| 2.  | 29. Mai 2021      | Antalya             | ITF W15     | Sand      | Kim Da-bin  | Doğa Türkmen Melis Ayda Uyar    | 7:5, 6:0 |

## Weltranglistenpositionen am Saisonende
| Jahr   | 2017 | 2018 | 2019 | 2020 | 2021 | 2022 |
| ------ | ---- | ---- | ---- | ---- | ---- | ---- |
| Einzel | 1063 | 882  | 650  | 756  | 760  | 570  |
| Doppel | 765  | 1211 | 657  | 845  | 769  | 960  |